# Израильско-центральноафриканские отношения
Израильско-центральноафриканские отношения — двусторонние международные исторические и настоящие дипломатические, военные, политические, культурные, торговые и иные отношения между ЦАР и Израилем.
У Израиля нет своего посла в ЦАР, однако нерезидентный израильский посол аккредитован на ЦАР и работает из посольства в Камеруне; первый посол был назначен в январе 1991 года.
Отношения между двумя странами были возобновлены в 1989 году, ЦАР признаёт с этого времени как Израиль, так и независимое палестинское государство.

## История
В 1962 году центральноафриканский президент Давид Дако посетил Израиль с официальным визитом.
ЦАР стала одной из 29 африканских стран, которые порвали установленные ранее дипломатические отношения с Израилем в октябре 1973 года под влиянием ряда арабских стран из-за участия еврейского государства в Войне Судного дня.
В отсутствие официальных дипломатических отношений, между двумя странами с 1973 по 1989 год происходили тесные контакты в разных сферах. ЦАР была одной из 10 стран (кроме неё также: Заир, Кения, Габон, Нигерия, Гана, Камерун, Того, Берег слоновой кости и Верхняя Вольта), с которыми у Израиля не было официальных дип. отношений на тот период, однако израильские фирмы работали в сфере строительства. Израильские дипломаты открыли «секции интересов» при посольствах соседних стран, чтобы иметь возможность контактировать с руководством ЦАР. Израиль даже посылал оружие в ЦАР (а также в Заир и Габон), а министр обороны Ариэль Шарон посещал эту страну с неофициальным визитом в ноябре 1981 года.
В 1975 году несмотря на отсутствие дипломатических отношений, ЦАР была одной из стран, которая голосовала против резолюции ООН № 3379, приравнивающей сионизм к расизму.
В январе 1989 года было объявлено, что ЦАР желает восстановить дипломатические отношения с Израилем (вслед за Кенией, 30.12.1988, и пятью другими странами континента). О решении правительства ЦАР сообщил министр иностранных дел африканской республики после встречи президента Андре Колингба с делегацией высокопоставленных израильских политиков в Банги.
В мае 1989 года министр иностранных дел Израиля Моше Аренс и его центральноафриканский коллега подписали двустороннее соглашение об расширении сотрудничества в сфере сельского хозяйства, торговли и туризма.
После восстановления отношений президент ЦАР генерал Андре Колингба и делегация из 33 человек посетил Израиль с официальным 5-дневным визитом в июле 1989 года. Визит изначально планировался в мае, но тогда в самый последний момент Судан отозвал своё разрешение на пролёт президентского лайнера в Израиль над своей территорией, в июле президент ЦАР прилетел в Израиль через Европу. В Иерусалиме Колингба встретился с главой правительства Ицхаком Шамиром и президентом Хаимом Герцогом. Кроме того, президент ЦАР встретился с вице-премьером правительства и министром финансов Шимоном Пересом и обсудил с ним техническую помощь Израиля африканской стране и инвестиции частных израильских фирм в экономику ЦАР.
В 2005 году израильский посол в ЦАР Бенни Омер передал груз гуманитарной помощи, который правительство Израиля отправило в эту страну после разрушительных наводнений. Президент ЦАР Франсуа Бозизе поблагодарил посла Омера и заявил, что «настоящая дружба между странами познаётся в минуты беды».
В мае 2017 года президент ЦАР Фостен-Арканж Туадера посетил Израиль с официальным визитом и встретился со своим коллегой Реувеном Ривлиным в его резиденции в Иерусалиме. Туадеру сопровождала делегация из официальных лиц, в которую также входили министр иностранных дел ЦАР и шеф протокола. Обсуждались вопросы технологической помощи Израилем ЦАР, а также проблемы водных ресурсов.

## Туризм
Между Израилем и ЦАР подписано двустороннее соглашение об отмене визового режима для граждан двух стран. С целью туризма возможны поездки на срок до 90 дней.